# Ludas Matyi

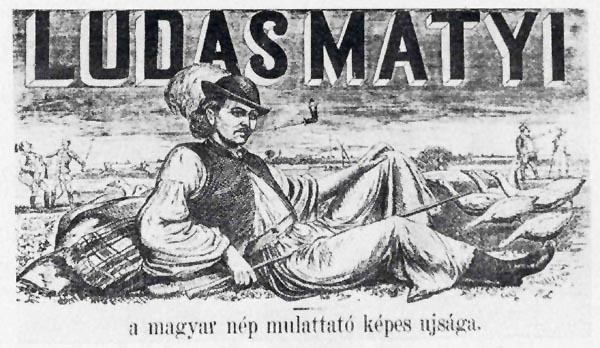

Ludas Matyi est un journal hebdomadaire satirique hongrois, paru entre 1945 et 1992. Il était le seul organe de presse satirique autorisé durant la période socialiste dans le pays.